# Martináč habrový
Martináč habrový (Saturnia pavonia), dříve nazývaný také martináček habrový či paví oko habrové je noční motýl, nejrozšířenější zástupce čeledi martináčovitých. Vyskytuje se mimo jiné i na území České republiky, jeho početní stavy však klesají.

## Rozšíření
Jako eurosibiřský prvek se vyskytuje v Evropě a částečně v Asii. V Evropě je hojný.

Původním biotopem tohoto motýla je lesostep či slunná step, ale vyskytuje se i na rašeliništích. Zalétává také do zahrad. Vertikální areál rozšíření sahá od nížin až po relativně vysoké hory.

## Popis

Sbírkový exemplář (samice)
(svrchní a spodní pohled)

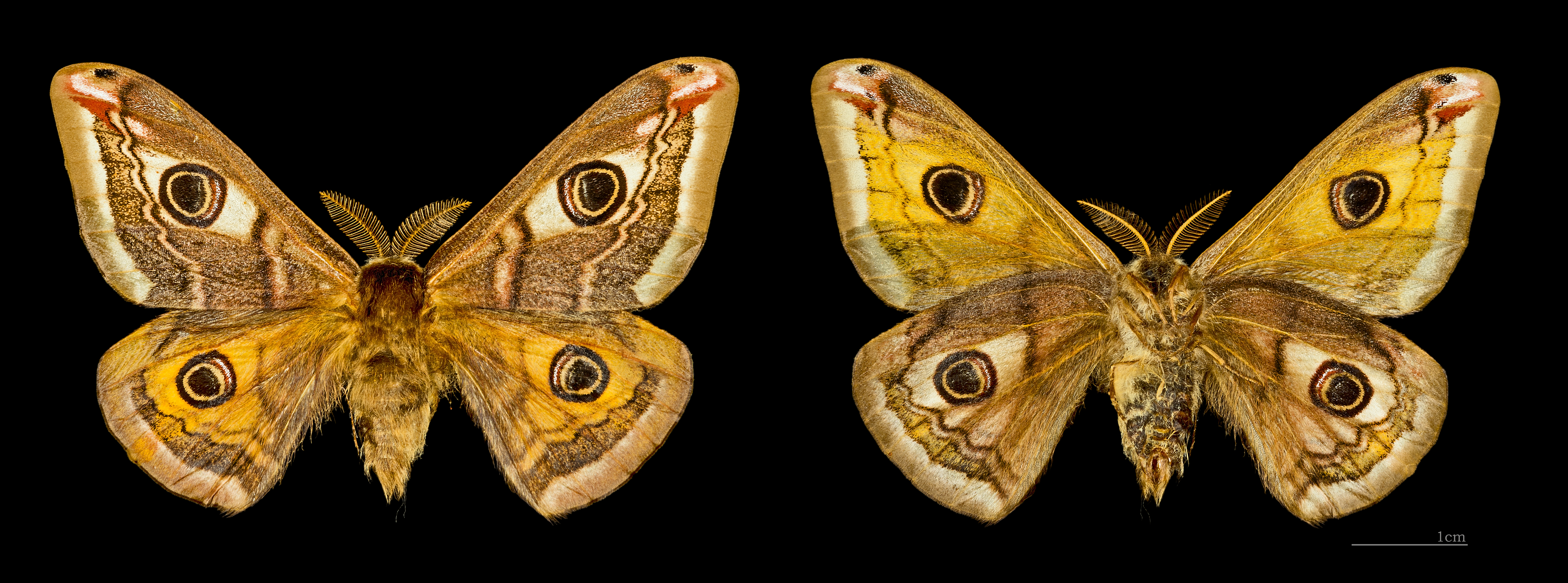
Sbírkový exemplář (samec)
(svrchní a spodní pohled)

Dospělí motýli vykazují výrazné znaky pohlavního dimorfismu. Přední křídla samců jsou dlouhá okolo 28 mm, u samic je to až 40 mm. Analogicky je celková stavba těla samic mnohem robustnější než u samců. Výrazný rozdíl je také v základním zbarvení křídel – samice jsou spíše šedé, zatímco samci mají přední křídla zbarvena hnědě a zadní okrově až oranžově. Kresba na křídlech je u obou pohlaví stejná, oba páry křídel zdobí výrazné oko, podobné těm na ocasních perech samce páva. Křídla jsou členěna vlnkovanými příčkami, zadní okraj lemuje světlý pás a v předním rohu předního páru křídel se nachází oranžovo-bílá skvrna, která zejména u samic kontrastuje se zbytkem plochy křídla. V neposlední řadě je výrazným rozdílem mezi pohlavími tvar tykadel – ta jsou u samců široce hřebenitá, u samic nikoli.
Vajíčka jsou oválná, šedavě hnědá až okrová.
Housenky jsou po vylíhnutí černé, ale po každém svlékání se podíl černé barvy snižuje a základní barvou se postupně stává zelená. V posledním instaru mohou mít housenky ještě na jednotlivých článcích příčné černé pásky, ale mohou být i celé zelené. Jako u dalších druhů martináčů, také housenky martináče habrového mají na těle výrazné bradavky (v tomto případě oranžové) s krátkými, tuhými štětinami. Délka dorostlé housenky se pohybuje mezi 5 a 8 cm.
Kukla je černohnědá, matně lesklá, ukrytá v tuhém zámotku hruškovitého tvaru.

## Bionomie
V průběhu roku tvoří jednu generaci, jejíž motýli létají od dubna do počátku června na teplých, slunných stanovištích, například na borůvčím porostlých stráních řídkých borů. Samci létají už během odpoledne, kdy prudkým, rychlým letem pátrají po samicích. Ty přes den odpočívají v podrostu a aktivují až večer a v noci. Po oplodnění kladou vajíčka ve větších skupinách na tenké větvičky vhodných rostlin. Stejně jako další martináčovití, ani tento druh nemá vyvinuté funkční ústní ústrojí, dospělci tedy nepřijímají potravu.
Housenky se po vylíhnutí nejprve zdržují společně v "hnízdech", později se oddělují a žijí samostatně. Jsou silně polyfágní – mohou se vyvíjet jak ve stromovém patře, tak v podrostu. Živnými stromy mohou být trnky, duby, vrby, topoly či břízy, ale také řešetlák počistivý. V podrostu je lze najít na maliníku, ostružiníku, borůvce, kontryhelu a dokonce i na vřesu, pokud na lokalitě roste. Housenky se vyskytují od května do srpna, přičemž samčí housenky dokončují vývoj dříve než housenky samičí.
Kuklí se v rostlinném podrostu, přičemž kukla je chráněna pevným kokonem, který si housenka před kuklením upřede. Motýli se z kukel líhnou až na jaře, někdy i po víceletém přezimování.

## Galerie

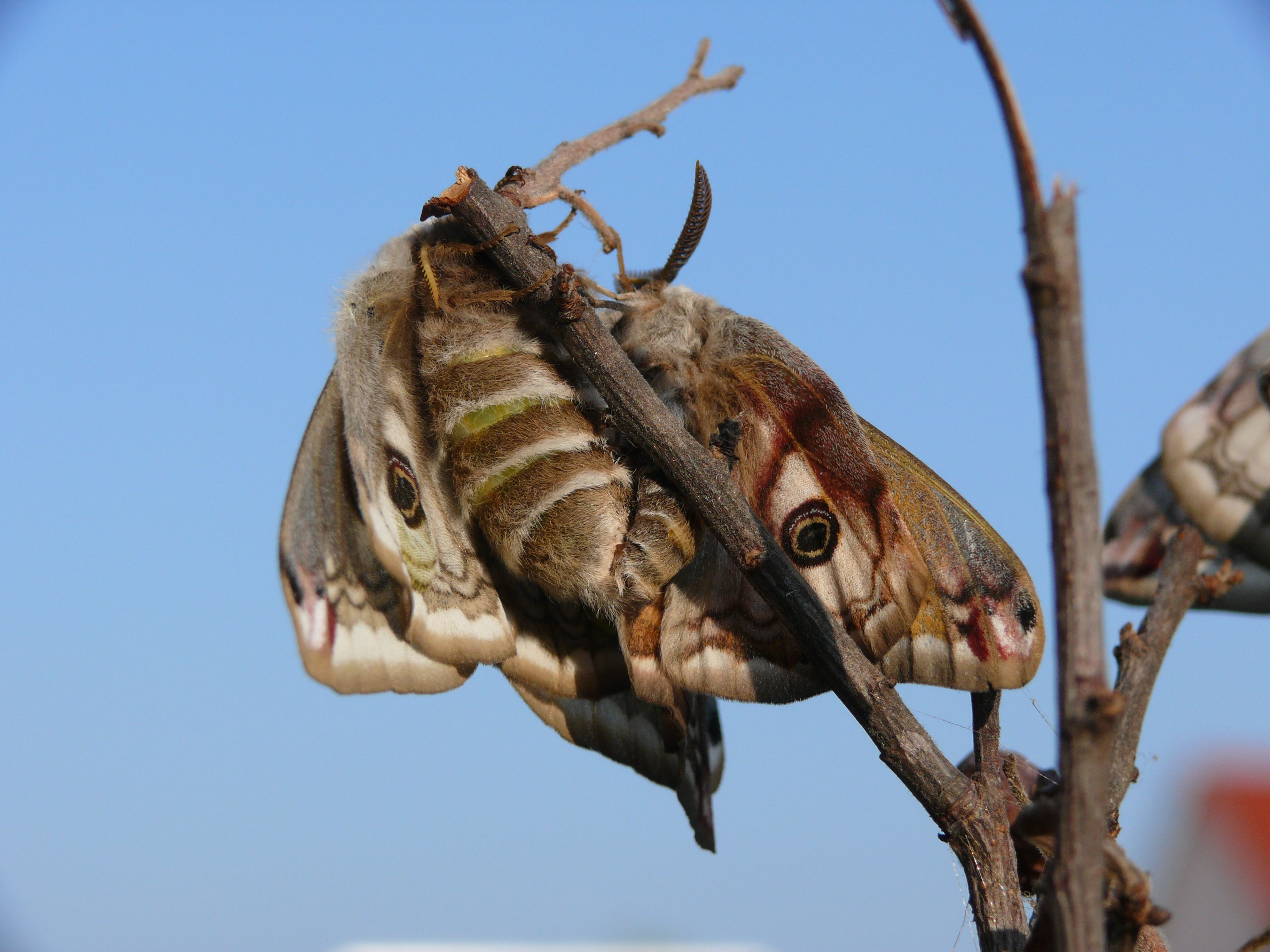
Páření motýlů
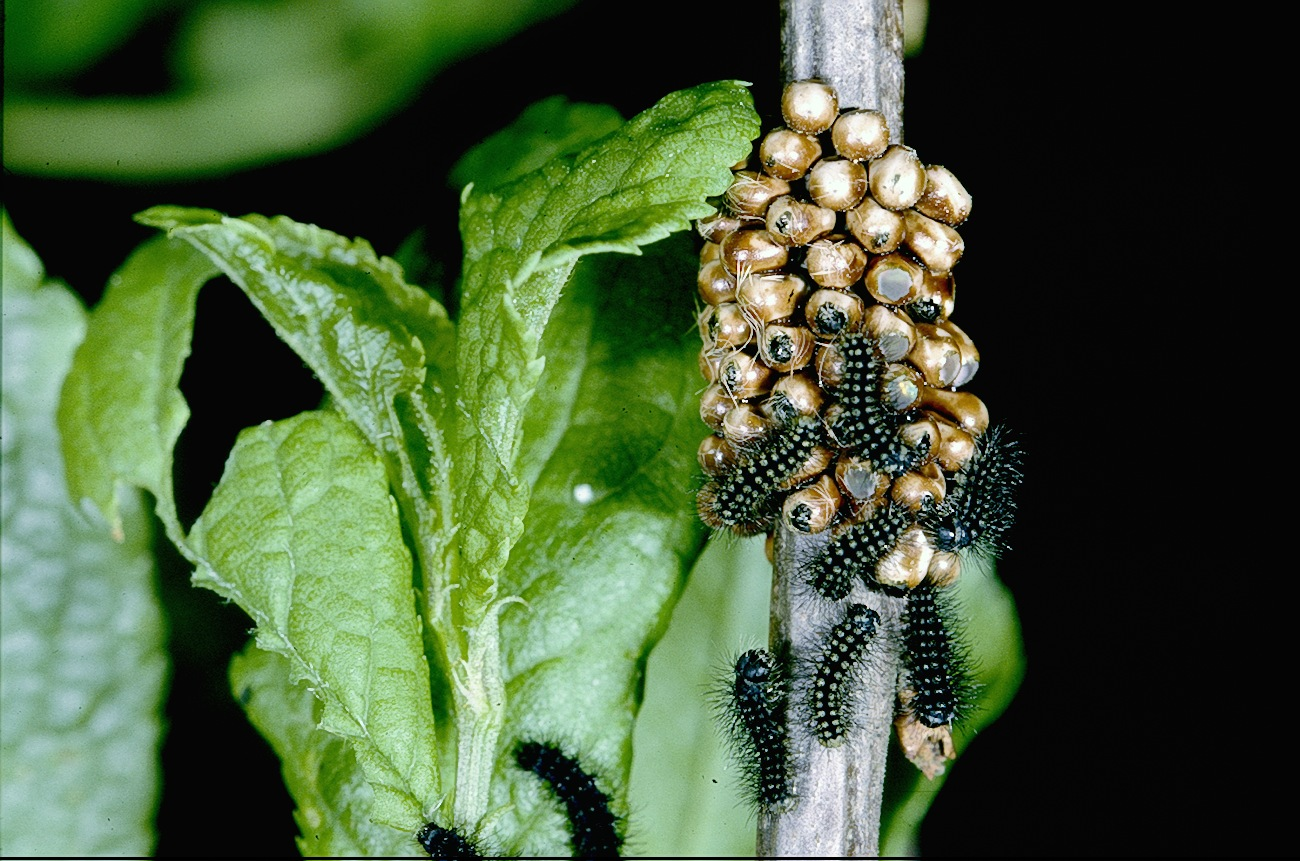
Líhnoucí se housenky
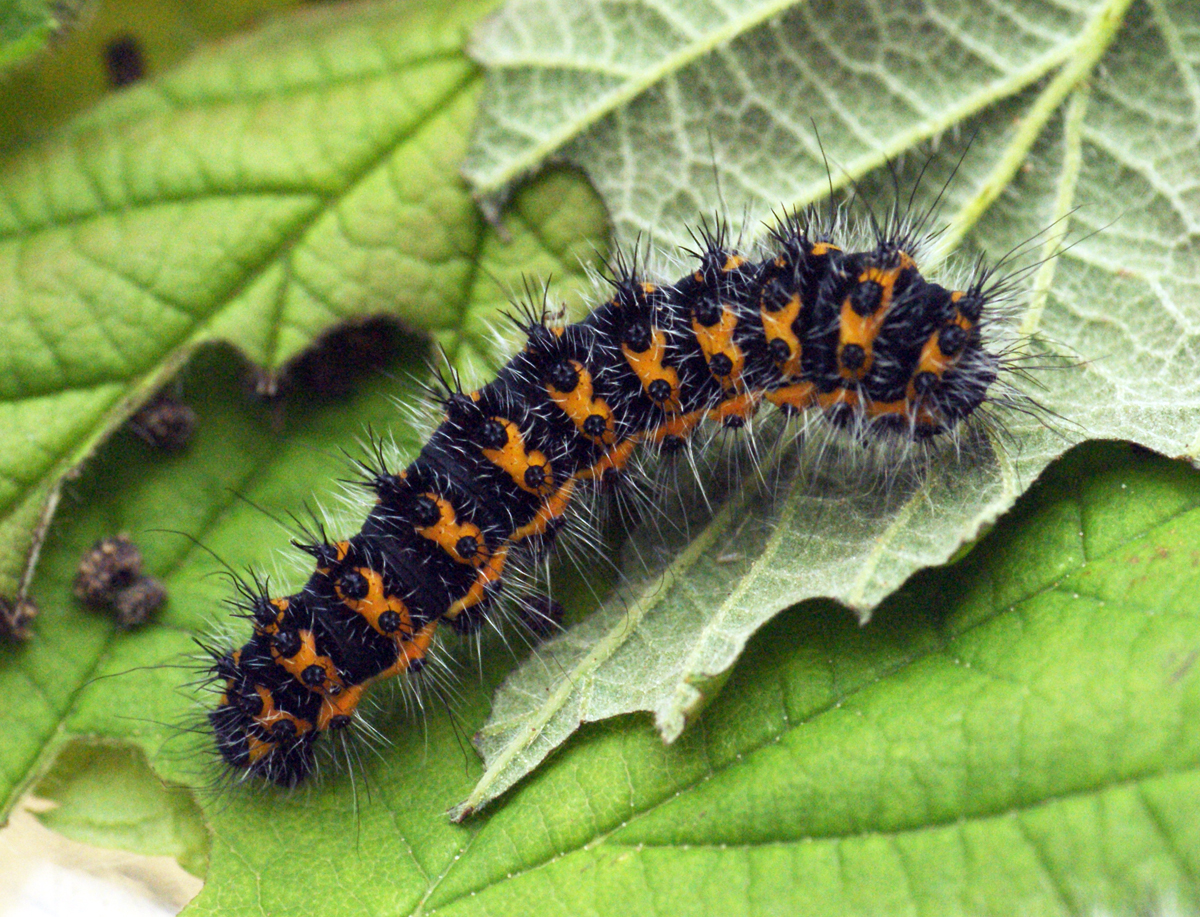
Housenka 2. instaru
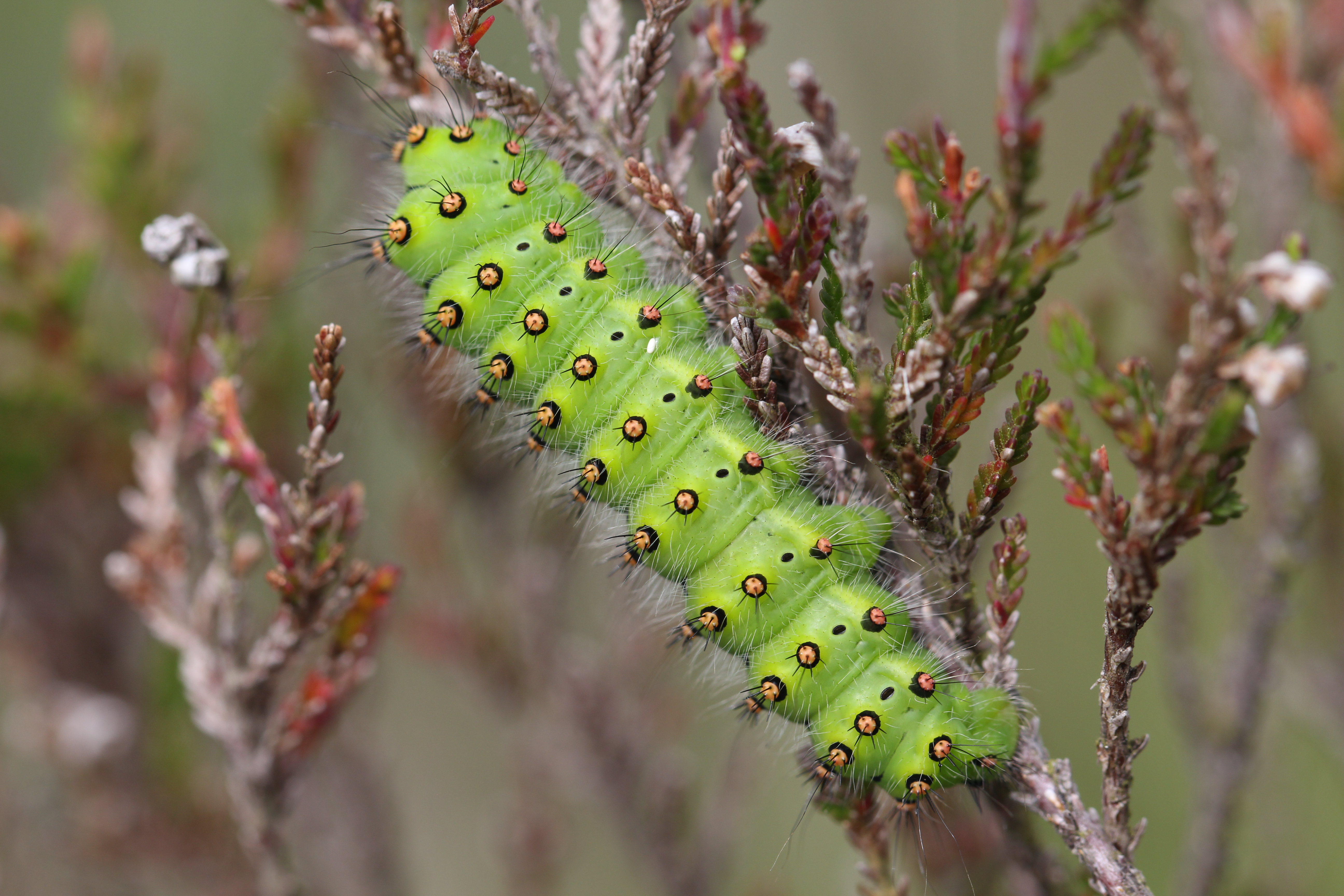
Dorostlá housenka
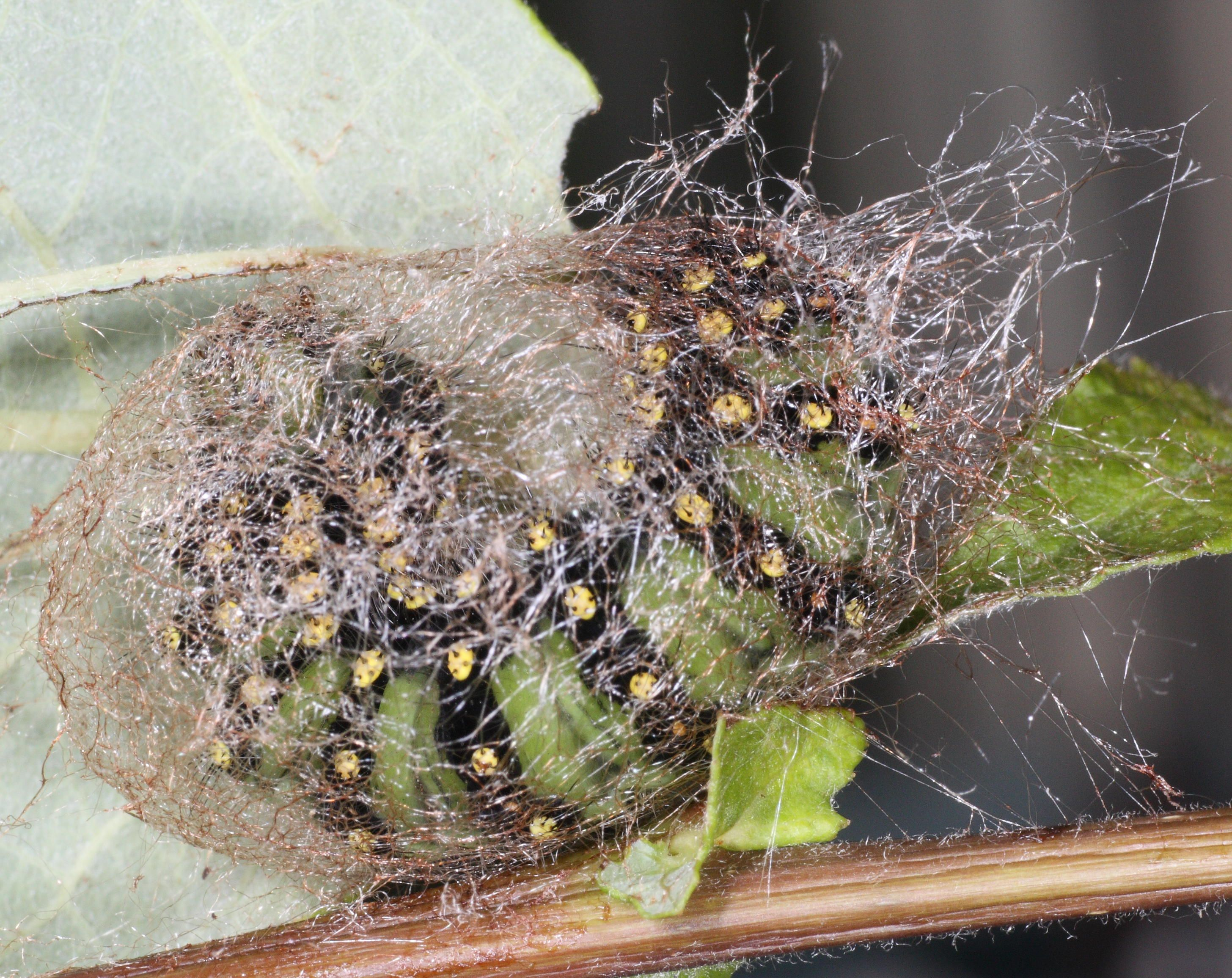
Kuklící se housenka
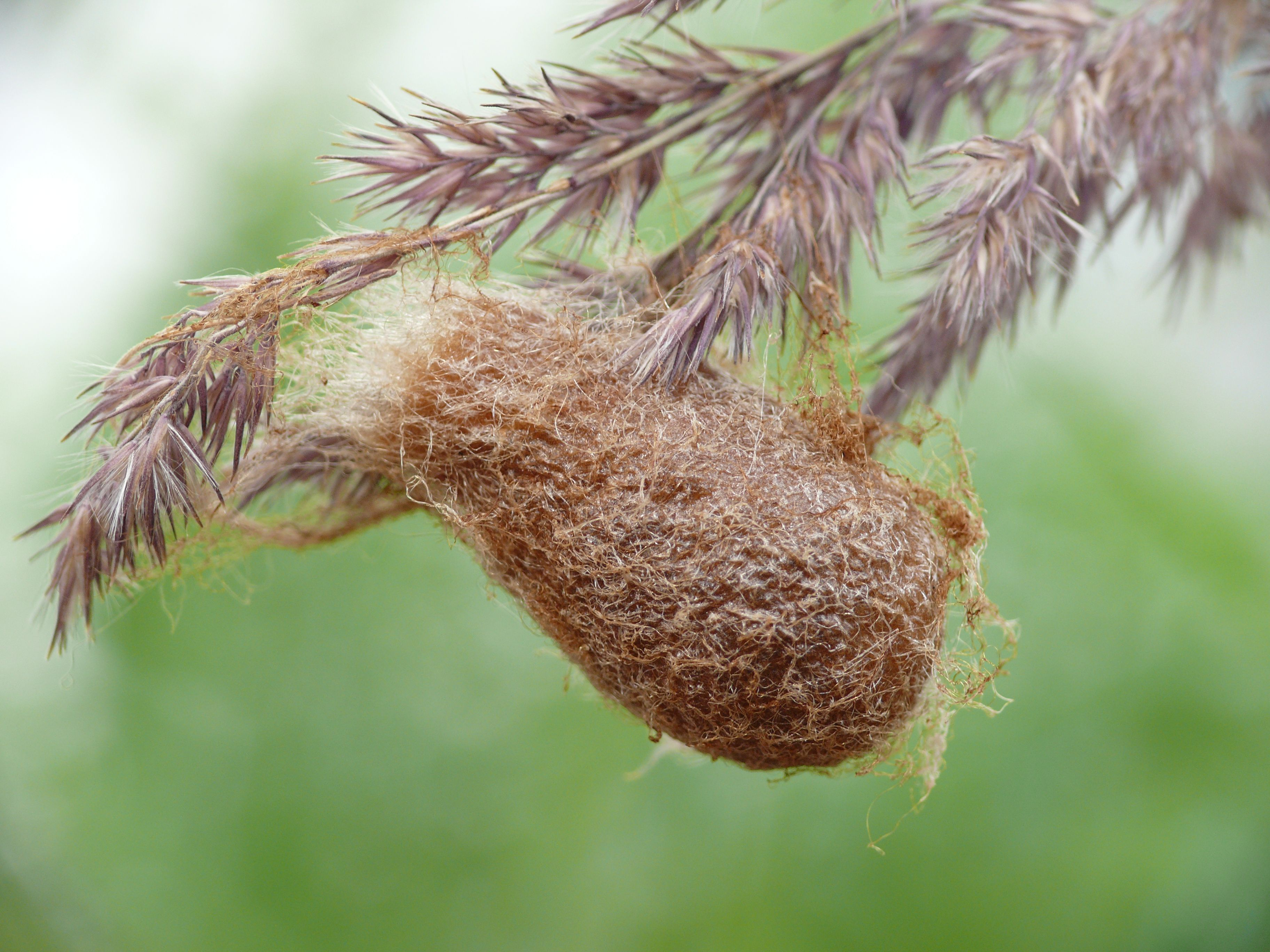
Zavěšený kokon

## Podobné druhy
Podobným, ale mnohem vzácnějším druhem je martináč trnkový, který by se měl vyskytovat na jižním Slovensku, vzácně i na jižní Moravě, je ale také možné, že už se nevyskytuje ani tam.